# Либанско-сиријска граница
Либанско сиријска граница између Либана и Сирије дуга је 394 км (245 м) и протеже се од обале Средоземног мора на северу до тромеђе са Израелом на југу.

## Опис границе
Граница почиње од Средоземног мора на ушћу реке Нахр ал-Кабир, а затим прати ову реку на истоку. Либанска граница формира истакнуту избочину која обухвата села Карха и Кнаисе Акар на североистоку округа Акар, западно од сиријског Хомс језера, затим креће према југоистоку низом неправилних линија, пресецајући реку Оронт. 34° 27′ 18″ С; 36° 29′ 24″ И / 34.455° С; 36.490° И и пут преко Долина Бека између насеља Каа и Ал-Кусаир 34° 25′ 18″ С; 36° 32′ 36″ И / 34.4217° С; 36.5433° И, и даље се протеже до Антилибанских планина. Затим граница скреће ка југозападу, углавном пратећи Антилибанске планине у низу неправилних линија, све до планине Хермон планине. 
Прецизна локација либанско-израелско-сиријске тромеђе је нејасна због израелске окупације Голанске висоравни која је проистекла из шестодневног рата 1967. године. Де јуре тромеђа лежи на реци Хасбани, притока реке Јордан, 33° 14′ 32″ С; 35° 37′ 28″ И / 33.2422° С; 35.6244° И, североисточно од израелског града Мајан Барух. Де факто тромеђа лежи на тромеђи са зоном Уједињених нација УНДОФ. Ситуацију додатно компликује спор око територије фарме Шеба која се налази на Голанској висоравни, за њу Либан тврди да припада њему.

## Историја
Почетком 20. века, данашњи Либан и Сирија припадали су Отоманском царству, са полуаутономним планином Либан као Мутасарифат планине Либан. Током Првог светског рата арапска побуна, коју је подржала Британија, успела је да уклони Османлије са већег дела Блиског истока. Као резултат тајног Англо-француског споразума Сајкс-Пико који су потписале из 1916. Британија и Француска поделиле су отоманску територију између себе, а Сирија и Либан потпали су под Француски мандат над Сиријом и Либаном.
Француска је 1920. поделила свој мандат на неколико политичких субјеката, од којих је један, проширени Мутасарифат на планини Либан, назван „Велики Либан“, основан углавном да би обезбедио националну политику за профранцуске маронитске хришћане. Процес прецизног оцртавања границе је нејасан, иако се чини да је заснован на мапи која потиче из француске експедиције из 1860-их у региону који је водио либански националиста Булус Нуџајм. Многи сиријски националисти су се противили новом ентитету, сматрајући Либан саставним делом Велике Сирије. Преостале сиријске државе су се на крају спојиле у једну сиријску државу 1930-их, искључујући Либан (и искључујући Хатај, који је постао део нове Републике Турске). И Либан и Сирија су стекли пуну независност у периоду 1943-46. године.
Односи између две нове државе су често били напети, а прецизна граница никада није званично успостављена са било каквом прецизношћу, упркос захтевима Либана да се то учини у прелиминарној примени током 1950-их и 1960-их. Многи Либанци су се плашили да ће их њихов већи сусед анектирати. Дугогодишње секташке тензије унутар Либана прерасле су у Либански грађански рат 1975. године а Сирија је окупирала земљу следеће године. Сиријске трупе су остале у Либану до 2005. године.
Од 2011. године, гранично подручје је озбиљно погођено последицама сиријског грађанског рата.